# Carlos Clúsio
Charles de l'Écluse, Carolus Clusius ou, também em português, Carlos Clúsio (Arras, 19 de fevereiro de 1525 — Leiden, 4 de abril de 1609) foi um médico e botânico flamengo, um dos mais famosos do século XVI. Foi o criador de um dos primeiros jardins botânicos da Europa em Leiden e é considerado como um dos fundadores da horticultura. Foi também um dos primeiros a realizar descrições realmente científicas de plantas.

## Vida e obra
Realizou os seus estudos em Gante até que foi para a universidade de direito de Lovaina. Em 1548 partiu para Marburgo e em 1549 para Wittenburg, para acompanhar o ensino de Philipp Melanchthon. Seguindo os conselhos deste, abandonou o direito para estudar medicina e botânica. Em 1551 foi para Montpellier, para estudar botânica sob a direcção de Guillaume Rondelet. Ali se converteu em seu secretário e viveu três anos na sua casa. Em 1557, traduziu para francês o herbário de Rembert Dodoens: Histoire des plantes.
Depois de terminar os seus estudos, teve vários empregos. Esteve em Espanha e Portugal a herborizar entre Maio de 1564 e Maio de 1565, acompanhando o jovem Jacob Függer, de quem era preceptor. Foi durante esta visita que entrou na posse dos Colóquios dos simples de Garcia de Orta, que viria a editar em latim no livro Aromatum et Simplicium aliquot medicamentorum apud Indios nascentium historia (1567).

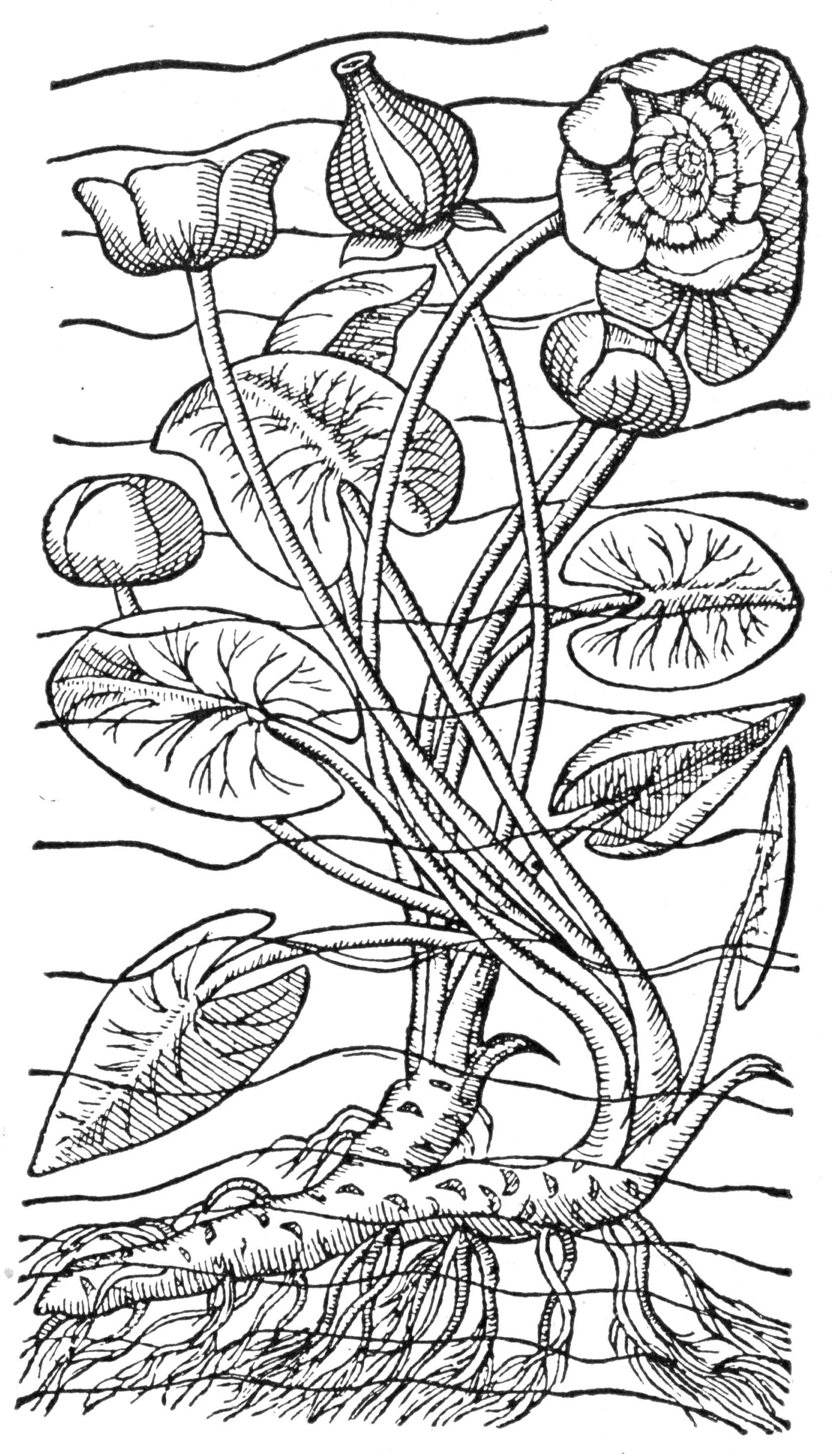
Nymphaea lutea major, ilustración extraida de Rariorum Plantarum Historia (1601).

. Em 1573 o imperador Maximiliano II nomeou-o médico da corte e responsável do jardim imperial. Graças a esta protecção, pode viajar por toda a Europa, recolhendo numerosas observações e coleccionando especímens de várias plantas, algumas de origens longínquas, como a Tulipa (que introduziu na Holanda) ou a batata. A morte do seu protector obrigou-o a abandonar Viena, depois de aí ter vivido 14 anos.
Em 1576, publicou uma flora de Espanha e Portugal (Rariorum aliquot stirpium per Hispanias observatarum historia), seguida em 1583 da descrição das plantas da Áustria e das regiões vizinhas (Rariorum aliquot stirpium, per Pannoniam, Austriam, & vicinas quasdam províncias observatarum historia).
Em 1587, fundou um jardim botânico (hortus botanicus), distinto do "jardim medicinal" (hortus medicus), na universidade de Leiden. Ali cultivou plantas raras provenientes do sul da Europa, de Espanha, de Portugal e da Hungria. Nesta mesma universidade obteve o lugar de professor de botânica em 1593 que ocupou até à morte.
Em 1601 publicou um importante tratado de botânica, Rariorum plantarum historia, ilustrado com mais de mil gravuras e onde tratou de agrupar as espécies pela sua afinidade. As suas observações são notavelmente precisas. Clusius foi sem dúvida o primeiro botânico a fazer descripções científicas. Também foi o primeiro a descrever numerosas espécies como o Jasmim, o Castanheiro ou as Aralias. Também se interessou pelos Cogumelos.
Em 1605 publicou Exoticorum libri decem onde tentou descrever todas as espécies exóticas, animais ou vegetais, que conseguiu obter. Vivendo em Leiden, pode obter os especímens dos barcos que chegavam à Holanda. O seu livro descreve numerosas espécies novas, como o casuar (género Casuarius), o pinguim-de-magalhães (Spheniscus magellanicus), vários papagaios (Deroptyus accipitrinus e Lorius garrulus), o íbis-escarlate (Eudocimus ruber), entre muitaos outras. Descreveu também o Pinguinus impennis a partir de um especímen que recebeu em 1604 junto com outras espécies de Henrik Højer, que explorou as Ilhas Feroe. Várias espécies vegetais, como a Ganteiana clusii e a Primula clusiana foram dedicadas a Clsusius. O botânico Charles Plumier (1646-1704) dedicou-lhe o género Clusia da família das Clusiaceae.